# 尼亞維查山
15°40′21″S 72°43′43″W / 15.67250°S 72.72861°W
尼亞維查山（Ñawicha），是秘魯的山峰，位於該國南部阿雷基帕大區的康德蘇約斯省，處於科羅普納峰西南面，屬於安第斯山脈的一部分，海拔高度4,558米。